# Barbie: A Hercegnőképző
A Barbie: A Hercegnőképző (eredeti cím: Barbie Princess Charm School) egész estés amerikai 3D-s számítógépes animációs film, amelyet Terry Klassen, Zeke Norton és Ezekiel Norton rendezett. A forgatókönyvet Elise Allen és Kati Rocky írta, a zenéjét BC Smith szerezte.
Amerikában 2011. szeptember 13-án adták ki DVD-n.

## Szereplők
| Szereplő                         | Eredeti hang        | Magyar hang                | Leírás |
| -------------------------------- | ------------------- | -------------------------- | ------ |
| Blair / Sophia hercegnő (Barbie) | Diana Kaarina       | Csondor Kata               |        |
| Miss Privet                      | Morwenna Banks      | Kiss Eszter                |        |
| Dame Devin                       | Nicole Oliver       | ?                          |        |
| Delancy                          | Brittney Wilson     | Dögei Éva                  |        |
| Portia / Hadley                  | Ali Liebert         | Laudon Andrea / Csuha Bori |        |
| Grace                            | Tabitha St. Germain | Molnár Ilona               |        |